# Castello di Vigolone
Il castello di Vigolone era un maniero medievale, i cui resti sorgono a monte del borgo di Vigolone, frazione di Calestano, in provincia di Parma.

## Storia
La prima testimonianza dell'esistenza di un castello a Vigolone risale al 1247, quando il maniero, appartenente a Lanfranco da Cornazzano, fu attaccato senza successo dalle truppe dell'imperatore del Sacro Romano Impero Federico II di Svevia.
Due anni dopo il Comune di Parma donò la fortificazione, insieme a quelle di Calestano, Marzolara e Alpicella, al conte di Lavagna Alberto Fieschi. Nel 1275 il cardinale Ottobono Fieschi, futuro papa Adriano V, nominò suo erede di tali terre il fratello Percivalle; alla morte di quest'ultimo nel 1290 subentrarono i nipoti Luca, Carlo e Ottobono del ramo di Torriglia, che nel 1313 ne furono investiti dall'imperatore del Sacro Romano Impero Enrico VII di Lussemburgo.
Nel 1426 il duca di Milano Filippo Maria Visconti incaricò il condottiero Pier Maria I de' Rossi di conquistare le terre della val Baganza in mano ai Fieschi, suoi nemici; Pietro espugnò la rocca di Marzolara e costruì una bastia a Calestano per opporsi alle truppe fliscane, in parte rifugiatesi nel maniero di Vigolone, che cadde in seguito in mano nemica.
La guerra proseguì per anni in tutto il Parmense e nel 1431 Niccolò Piccinino promise al conte Gian Luigi Fieschi la restituzione dei castelli di Marzolara, Calestano e Vigolone al termine del conflitto, con la clausola che nel frattempo rimanessero nelle mani di Niccolò de' Terzi, il Guerriero; per questo ordinò al referendario del Comune di Parma Anton Simone Butigelli di consegnarli al Guerriero. Nel 1436 il castellano di Vigolone chiese rinforzi al tesoriere del Comune di Parma.
Nel 1439 Filippo Maria Visconti assegnò i feudi al cancelliere di Niccolò Piccinino Albertino de' Cividali e successivamente ai conti di Canino e a Giovanni da Oriate; nel 1443, al termine della guerra, il Duca restituì i castelli di Calestano, Marzolara e Vigolone al conte Giannantonio Fieschi in segno di riconoscenza per la sua devozione.
Nel 1551, durante la guerra di Parma, le truppe imperiali guidate da Ferrante I Gonzaga occuparono la rocca di Vigolone e ne furono respinte dopo alcuni giorni dall'esercito del duca di Parma Ottavio Farnese.
Nel 1650 Carlo Leone e Claudio Fieschi vendettero i feudi di Calestano, Marzolara, Vigolone e Alpicella con i manieri e le pertinenze al conte Camillo Tarasconi.
In seguito il castello, completamente abbandonato, cadde in degrado, fino alla sua quasi completa scomparsa.

## Descrizione
Dell'antico castello medievale, posto sulla cima del monte nei pressi del centro abitato, sopravvive solo qualche traccia seminascosta dalla fitta boscaglia.